# Wieliczka saltmine
Wieliczka saltmine (polsk: Kopalnia soli Wieliczka) er en saltmine i Wieliczka i det sydlige Polen i nærheden af storbyen Kraków. Minen åbnedes i 1200-tallet, og udvandt husholdningssalt uafbrudt frem til 2007, som én af verdens ældste igangværende saltminer. Fra sin begyndelse og op gennem tiden blev den kongelige mine drevet af saltmineselskabet Żupy krakowskie. Den kommercielle minedrift blev nedlagt i 1996 på grund af lave priser på salt samt oversvømninger af mineskakterne.
I dag er saltminen en stor turistattraktion, og siden 1978 står Wieliczka saltmine opført på UNESCOs Verdensarvsliste. Minens attraktioner består blandt andet af dusinvis af statuer, tre kapeller og en komplet katedral, der er blevet skåret ud i saltsten. De ældste skulpturer er blevet fornyet af nye udskæringer af samtidige kunstnere. Omkring 1,2 millioner mennesker besøger Wieliczka saltmine årligt.